# فرانسوا شوبرت
فرانسوا شوبرت (بالألمانية: François Schubert)‏ هو عازف كمان وملحن ألماني، ولد في 22 يوليو 1808 في درسدن في ألمانيا، وتوفي بنفس المكان في 12 أبريل 1878.

## وصلات خارجية
- فرانسوا شوبرت على موقع ميوزك برينز (الإنجليزية)
- فرانسوا شوبرت على موقع ديسكوغز (الإنجليزية)